# U-597
Unterseeboot 597 foi um submarino alemão do Tipo VIIC, pertencente a Kriegsmarine que atuou durante a Segunda Guerra Mundial.

## Comandantes
| Comandante             | Data                                           |
| ---------------------- | ---------------------------------------------- |
| KrvKpt. Eberhard Bopst | 20 de novembro de 1941 - 12 de outubro de 1942 |

## Subordinação
Durante o seu tempo de serviço, esteve subordinado às seguintes flotilhas:
| 20 de novembro de 1941 - 30 de junho de 1942 | 8. Unterseebootsflottille (treinamento) | 1 de julho de 1942 - 12 de outubro de 1942 | 1. Unterseebootsflottille (serviço ativo) |

## Operações conjuntas de ataque
O U-597 participou das seguinte operações de ataque combinado durante a sua carreira:
- Rudeltaktik Wolf (13 de julho de 1942 - 30 de julho de 1942)
- Rudeltaktik Pirat (30 de julho de 1942 - 3 de agosto de 1942)
- Rudeltaktik Steinbrinck (3 de agosto de 1942 - 11 de agosto de 1942)
- Rudeltaktik Blitz (22 de setembro de 1942 - 26 de setembro de 1942)
- Rudeltaktik Tiger (26 de setembro de 1942 - 30 de setembro de 1942)
- Rudeltaktik Luchs (1 de outubro de 1942 - 6 de outubro de 1942)
- Rudeltaktik Panther (6 de outubro de 1942 - 12 de outubro de 1942)
- Rudeltaktik Leopard (12 de outubro de 1942 - 12 de outubro de 1942)